# Anton Weber
Anton Weber ( 1947) es un botánico austríaco.
Ha desarrollado su actividad científica y académica en el "Instituto de Botánica, de la Universidad de Viena. (enlace roto disponible en Internet Archive; véase el historial, la primera versión y la última).

## Algunas publicaciones
- Weber A. 1971. Zur Morphologie des Gynoeceums der Gesneriaceen. Österreichische Botanische Zeitung 119: 234-305
- ----. 1973. Die Struktur der paarblütigen Partialfloreszenzen der Gesneriaceen und bestimmer Scrophulariaceen. Beiträge zur Biologie der Pflanzen 49: 429-460
- ----. 1975b. Beiträge zur Morphologie und Systematik der Klugieae und Loxonieae (Gesneriaceae). II. Morphologie, Anatomie und Ontogenese der Blüte von Monophyllaea R.Br. Botanische Jahrbücher für Systematik, Pflanzengeschichte und Pflanzengeographie 95: 435-454
- ----. 1976a. Beiträge zur Morphologie und Systematik der Klugieae und Loxonieae (Gesneriaceae). III: Whytockia als morphologische und phylogenetische Ausgangsform von Monophyllaea. Beiträge zur Biologie der Pflanzen 52: 183-205
- ----. 1976b. Beiträge zur Morphologie und Systematik der Klugieae und Loxonieae (Gesneriaceae). IV. Wuchsform, Infloreszenz- und Blütenmorphologie von Epithema. Plant Sys. Evol. 126: 287-322
- ----. 1977a. Beiträge zur Morphologie und Systematik der Klugieae und Loxonieae (Gesneriaceae). V. Revision der Gattung Loxonia (Gesneriaceae). Plant Sys. Evol. 127: 201-216
- ----. 1977b. Beiträge zur Morphologie und Systematik der Klugieae und Loxonieae (Gesneriaceae). VI. Morphologie und Verwandtschaftsbeziehungen von Loxonia und Stauranthera. Flora 166: 153-175
- ----. 1978a. Beiträge zur Morphologie und Systematik der Klugieae und Loxonieae (Gesneriaceae). VII. Sproß-, Infloreszenz- und Blütenbau von Rhynchoglossum. Botanische Jahrbücher für Systematik, Pflanzengeschichte und Pflanzengeographie 99: 1-47
- ----. 1978b. Beiträge zur Morphologie und Systematik der Klugieae und Loxonieae (Gesneriaceae). VIII. Ein typologischer Vergleich zwischen Rhynchoglossum klugioides & Loxonia. Linzer Biologische Beiträge 10: 217-228
- ----. 1978c. Transitions from pair-flowered to normal cymes in Gesneriaceae. Notes of the Royal Botanic Garden Edinburgh 36: 355-368
- ----. 1982. Evolution & radiation of the pair-flowered cyme in Gesneriaceae. Australian Sys. Bot. Soc. Newsletter 30: 23-41
- ----. 1982. Contributions to the morphology & systematics of Klugieae & Loxonieae (Gesneriaceae). IX. The genus Whytockia. Notes of the Royal Botanic Garden Edinburgh 40: 113-121
- ----. 1988. Development & interpretation of the inflorescence of Epithema. Beiträge zur Biologie der Pflanzen 63: 431-451
- Kiehn M; A Weber. 1998. Chromosome numbers of Malayan & other paleotropical Gesneriaceae. II. Tribes Trichosporeae, Cyrtandreae & Epithemateae. Beiträge zur Biologie der Pflanzen 70: 445-470
- Weber A; BL Burtt. 1998. Remodelling of Didymocarpus & associated genera (Gesneriaceae). Beiträge zur Biologie der Pflanzen 70: 293-363
- Weissenhofer, A; W Huber; A Weber; G Zimmermann; N Zamora. 2001. "An introductory Field Guide to the flowering plants of the Corcovado & Piedras Blancas National Park (Regenwald der Österreicher)." OÖ Landesmuseum Linz, Biologiezentrum, Johann-Wilhelm Kleinstraße
- Huber, W; A Weissenhofer; M Fahrnberger; A Weber; C Kastinger; G Krieger; V Mayer; R Fischer. 2002. "Katalog zur Ausstellung "Helikonien und Kolibris" Der "Regenwald der Österreicher" in Costa Rica". Verein zur Förderung der Tropenstation La Gamba, Costa Rica, Rennweg 14, 1030 Viena
- Albert, R, W Huber, A Weber, A Weissenhofer. 2004. Die Tropenstation La Gamba. Wissenschaftlicher Bericht, 4. aktualisierte Aufl. (1993-2004). Inst. f. Botanik, Universität Wien, Eigenverlag, Viena
- Mayer, V; M Möller; M Perret; A Weber. 2003. Phylogenetic position & generic differentiation of Epithemateae (Gesneriaceae) inferred from plastid DNA sequence data. Am. J. Botany 2003 90: 321-329[
- Weber A. 2004. Gesneriaceae. en K Kubitzki & J Kadereit [eds.] The families & genera of vascular plants, 7: 63–158. Springer-Verlag, Berlín
- Bramley, G, A Weber, QBC Cronk. 2004. The genus Cyrtandra (Gesneriaceae) in Peninsular Malaysia. Edinburgh J. Bot. 60 (3): 331-360
- Eberwein, RK, A Weber. 2004. Exorhopala ruficeps (Balanophoraceae): morphology & transfer to Helosis. Bot. J. Linn. Soc. 146: 513-517
- Mayr, EM; A Weber. 2006. Calceolariaceae: floral development & systematic implications. Am. J. Bot. 93: 327-343Texto en línea Archivado el 13 de octubre de 2008 en Wayback Machine.

- La abreviatura «A.Weber» se emplea para indicar a Anton Weber como autoridad en la descripción y clasificación científica de los vegetales.[3]